# واندزوورث
واندسوورث (ˈˈWɒnzwänzwərθθ/) هي منطقة في جنوب لندن، داخل حي واندسوورث في لندن على بعد 4.2 ميل (6.8 كم) جنوب غرب تشارينغ كروس. تم تحديد المنطقة في خطة لندن كواحدة من 35 مركزاً رئيسياً في لندن الكبرى.
أخذت واندسوورث اسمها من نهر واندل الذي يدخل نهر التايمز عند واندسوورث. تظهر واندسوورث في كتاب دوميزدي لعام 1086 باسم واندسورد ووانديليزورد. وهذا يعني "ضيعة (رجل اسمه) واندل"، الذي أُعير اسمه أيضاً إلى نهر واندل. ولتمييزها عن حي واندسوورث في لندن، وتاريخياً عن منطقة واندسوورث في العاصمة وعن حي العاصمة واندسوورث المتروبوليتاني، والتي كانت تغطي جميعها مناطق أكبر، تُعرف أيضاً باسم بلدة واندسوورث.

## تاريخ
في وقت كتاب دوميزدي (1086)، كانت ضيعة واندسوورث مملوكة جزئياً لويليام ابن أنسكولفي وجزئياً لدير سانت واندريل. وكانت تدرّ 9 جنيهات إسترلينية. ومنذ أوائل القرن السادس عشر على الأقل، وفرت واندسوورث أماكن إقامة لموجات متتالية من المهاجرين، من عمال المعادن الهولنديين البروتستانت الفارين من الاضطهاد في عقد التسعينيات من القرن الخامس عشر، والهوغونيين في القرن السابع عشر، إلى أعضاء أوروبا الشرقية الجدد في الاتحاد الأوروبي.

## مصانع البيرة
يقع بين وسط مدينة واندسوورث والنهر موقع مصنع يونغ وشركاه للبيرة. ولا تزال عربات مصنع البيرة التي تجرها الخيول تُستخدم لتوصيل البيرة إلى الحانات المحلية. في حين أن التخمير من قبل يونغز توقف في سبتمبر 2006 عندما قامت شركة يونغ وشركاه بدمج عملياتها مع شركة تشارلز ويلز في بيدفورد، إلا أن التخمير مستمر في الموقع من قبل صانع البيرة الرئيسي وإن كان بكميات صغيرة. قدم طلب تخطيط لإعادة تطوير الموقع من أجل "الاستخدام المختلط" السكني والتسوق والترفيه في عام 2012، وتمت الموافقة عليه في عام 2013. وفي عام 2019 أُعلن أن مصنع سامبروك للبيرة سيستمر في تخمير البيرة في الموقع الذي سينتقل من مصنع البيرة الخاص به على طريق يورك في عام 2020، مع جون هاتش (صانع البيرة الرئيسي السابق في مصنع يونغز للبيرة) الذي يقوم بدور نشط في الجولات.

## الغاز والطاقة
بُنيت محطة واندسوورث للغاز في عام 1834 مقابل نهر التايمز بالقرب من جسر واندسوورث. أصبحت الشركة شركة واندسوورث وبوتني للغاز وفحم الكوك في عام 1854، وتأسست بموجب قانون برلماني هو قانون واندسوورث وبوتني للغاز لعام 1856 (19 و20 فيكتوريا، ج. الثاني والعشرون). كان الفحم المستخدم في إنتاج غاز الفحم يُجلب عن طريق البحر من شمال شرق إنجلترا ويُفرغ في نهر التايمز بجانب محطة الغاز. نمت الشركة من خلال سلسلة من عمليات الاندماج والاستحواذ حتى أصبحت بحلول عام 1936 تخدم منطقة كبيرة من جنوب غرب لندن. تطور اسم الشركة في كل مرة تندمج فيها مع شركات الغاز المجاورة أو تستحوذ عليها، ولكن منذ عام 1936 أصبحت شركة واندسوورث للغاز المنفردة في المنطقة. تم تأميم الشركة في عام 1949 وأصبحت جزءاً من مجلس الغاز الجنوبي الشرقي.

## اقرأ أيضا
- James Thorne (1876)، "Wandsworth"، Handbook to the Environs of London، London: John Murray، hdl:2027/mdp.39015063815677